# Basedowia tenerrima
Basedowia tenerrima là một loài thực vật có hoa trong họ Cúc. Loài này được (F.Muell. & Tate) J.M.Black mô tả khoa học đầu tiên năm 1929.